# I Might Be Wrong: Live Recordings
I Might Be Wrong: Live Recordings – album koncertowy brytyjskiego zespołu Radiohead wydany w listopadzie 2001 roku. Płyta zawiera siedem koncertowych nagrań utworów z albumów Kid A i Amnesiac a także nagranie koncertowe utworu "True Love Waits" nie zawartego na żadnym z albumów zespołu.

## Lista utworów
| Nr | Tytuł                           | Długość |
| -- | ------------------------------- | ------- |
| 1. | "The National Anthem"           | 4:57    |
| 2. | "I Might Be Wrong"              | 4:52    |
| 3. | "Morning Bell"                  | 4:14    |
| 4. | "Like Spinning Plates"          | 3:47    |
| 5. | "Idioteque"                     | 4:24    |
| 6. | "Everything in Its Right Place" | 7:42    |
| 7. | "Dollars and Cents"             | 5:13    |
| 8. | "True Love Waits"               | 5:02    |